# Faith No More
Faith No More (с англ. — «Веры больше нет») — музыкальная группа из Сан-Франциско, штат Калифорния, образованная в 1979 году и выступающая в жанре альтернативный метал. До того как назваться Faith No More, группа изначально носила название Sharp Young Men, позднее — Faith No Man. Состав группы неоднократно менялся, лишь Билли Гулд и Майк Бордин играют с момента создания Faith No More.
После выпуска шестого альбома под названием Album of the Year, в 1998 году группа распалась.
В феврале 2009 года Faith No More объявили о воссоединении и в честь этого группа объявила концертный мировой тур под названием «The Second Coming Tour», начавшийся в 2009 и закончившийся в 2012 году;
а в мае 2015 года группа выпустила ещё один (седьмой) студийный альбом под названием Sol Invictus.

## История

### Ранние годы, первые релизы.We Care A LotиIntroduce Yourself(1981—1988)
В 1981 году музыканты из Калифорнии Майк «Паффи» Бордин, Билли Гулд, Майк Моррис и Уэйд Уортингтон основали группу Faith No Man. В 1983-м году команда группы изменилась (а также название), был сформирован первый состав Faith No More: Майк Бордин (Ударные), Родди Боттум (клавишные), Билл Гулд (бас-гитара), Джим Мартин (гитара) и Чак Мосли (вокалист).
В 1984 году группа выпустила своё первое демо, а на следующий год и свой первый альбом — We Care A Lot.
В 1987 году вышел второй альбом — Introduce Yourself. Альбом содержал песню «We Care A Lot» (обновленная версия с дебюта), видеоклип на которую имел незначительную ротацию на MTV.
В этом же году был уволен Чак Мосли по причине алкоголизма и ссор с остальными участниками группы.

### The Real Thing(1989—1991)
Заменой Мосли стал молодой вокалист Майк Паттон. Его кандидатуру предложил Джим Мартин, услышав демо группы Mr. Bungle, в которой Паттон пел.
Паттон написал тексты для всех песен за две недели. The Real Thing был выпущен через полгода, в 1989-м году. Первым синглом стала песня «From Out of Nowhere», не снискавшая популярности.
После выпуска песни «Epic» как сингла в 1990, популярность Faith No More резко возросла: сингл имел большой успех, тяжелую ротацию на MTV и радио, а также попал в 10-ку Billboard Hot 100. Песня получила номинацию на «Грэмми» в категории «Лучшее хард-рок исполнение».
Клип на песню был номинирован на MTV Video Music Awards в категории «Лучшее метал/хард-рок видео». Чуть менее успеха снискал следующий сингл — «Falling To Pieces», получивший ротацию на MTV, и места в чартах множества стран. Видео получило три номинации на MTV Video Music Awards в 1991, выиграв в одной из них.
Собственно, альбом тоже был номинирован на «Грэмми» в категории «Лучшее метал исполнение». Тремя музыкальными изданиями (включая авторитетное «Kerrang!») был признан альбомом года. Было продано более 4 миллионов копий альбома по всему миру. В поддержку альбома был совершен успешный тур.
The Real Thing принес группе мировую известность.
Выступление Faith No More в Brixton Academy было записано. В 1990 был выпущен «Live at Brixton Academy» (аудио с концерта), а в следующем году — концертное видео «You Fat Bastards: Live From Brixton Academy» в двух форматах: на диске и VHS. «You Fat Bastards: Live From Brixton Academy» был удостоен золотого статуса в США.

### Angel Dust(1992—1994)
На следующем альбоме, Angel Dust, группа стала играть более экспериментальную музыку, отойдя от стиля прошлого альбома. Это был первый альбом, на котором Паттон оказывал влияние на звучание.
По слухам, когда группа показала запись рекорд-компании, руководство назвало запись «коммерческим самоубийством».
Однако, несмотря на резкую смену жанра, альбом стал очень успешным (особенно в Европе), также, как и тур в его поддержку.
Кроме того, группа отправилась в летний тур по Европе вместе с Metallica и Guns'n'Roses, что дало группе возможность выступать перед ещё более широкой аудиторией.
Одним из главных хитов с альбома стала песня «Midlife Crisis». Она имела большой успех, активную ротацию на радио и ТВ. Это единственный сингл группы, ставший хитом № 1 в чарте Modern Rock Tracks. Песня стала самым известным синглом группы в США после «Epic», а также самым известным в Британии после «Easy» (3-е место в чартах), заняв 10-е место в чартах. Другой сингл — «Easy», был очень большим хитом в Европе, став самой известной песней Faith No More в некоторых частях мира. Остальные синглы («A Small Victory», «Everything's Ruined») имели более скромную известность, хотя и «A Small Victory» имела сравнительно неплохие чартовые позиции в США, заняв 11-е место в американских чартах (U.S. Modern Rock), а клип был номинирован на MTV Music Video Awards.
Альбом был коммерчески успешным, разойдясь по миру с тиражом в более чем 3 миллиона копий. В 1993 году был номинирован на «Грэмми» в категории «Лучшее Хард-рок исполнение». 7 музыкальных изданий признали альбом «Альбомом года». На данный момент альбом очень широко признается одним из самых значительных и влиятельных в метале, альтернативе и рок-музыке в общем, авторитетное музыкальное издание «Kerrang!» поставило альбом на первое место в списке «50-ти самых влиятельных альбомов за все время» в 2003 году. Также альбом попал в семь подобных списков различных авторитетных изданий («Revolver», «Metal Hammer»).
Это последний альбом с гитаристом Джимом Мартином.

### King for a Day… Fool for a Lifetime(1995—1996)
Джим Мартин был уволен после окончания тура в поддержку Angel Dust. Его место занял гитарист из другой группы Майка Паттона (Mr. Bungle) — Трей Спруэнс.
Этот альбом был ещё более экспериментальным по своему звучанию, и, в отличие от двух своих предшественников, получил смешанные отзывы критиков.
Было продано более 1,5 миллиона копий во всем мире. Синглы с альбома не попали в чарты США. В Европе синглы хотя и попали в чарты, их высшие позиции были намного ниже, чем у синглов с прошлых альбомов. На альбоме не было таких больших хитов, как на прошлых двух релизах.
Несмотря на отсутствие синглов в чартах США, сам альбом попал в американский Billboard 200, однако добрался лишь до 31-го места, что в сравнении с двумя прошлыми альбомами (10-е и 11-е место в Billboard 200), свидетельствовало о снижении популярности группы в США.
Однако за пределами США альбом стал успешным: во всех странах (кроме Америки) альбом попал в Top 10.
Во время тура Трей Спрауэнс ушёл из группы, и его заменой на время гастролей стал Дин Мэнта.

### Album of the Year(1997—1998)
Альбом был записан с новым гитаристом Джоном Хадсоном.
Альбом был более успешен, чем его предшественник, разойдясь по миру более чем в 2 миллиона копий. В отличие от прошлого релиза, синглы с альбома попали в чарты США: «Ashes To Ashes» и «Last Cup of Sorrow» заняли 23 и 14 места в Hot Mainstream Rock Tracks соответственно, возвращая некоторую популярность группе в Америке.
Кроме того, сам альбом имел большой успех в Океании и Европе, заняв первые места в чартах Чехии и Новой Зеландии, а также верхние строчки в ряде других стран Европы, включая 2-е место в Германии и 7-е в Британии.

### Распад (1999—2008) и сторонние проекты участников
После выпуска альбома в 1998, группа распалась. После распада был выпущен ряд компиляций хитов группы: «Who Cares a Lot?» (1998, диск получил «серебро» в Британии и «Платину» в Австралии), «This Is It: The Best of Faith No More» (2003), «Epic and Other Hits» (2005), «The Platinum Collection» (2006), «The Works» (2008), и две после воссоединения: «The Very Best Definitive Ultimate Greatest Hits Collection» (2009) и «Midlife Crisis: The Very Best of Faith No More» (2010). Некоторые из компиляций пробивались в чарты.
Все члены группы занялись другими музыкальными проектами.
- Майк Паттон основал лейбл Ipecac Recordings в 1999 и выпустил альбом с Mr. Bungle в этом же году, выпустил 9 записей (включая концертные записи) со своей группой Fantomas, 3 альбома с Tomahawk, один альбом с Peeping Tom (дошедший до первого места в американском чарте, а также получивший строчки во многих других странах), много сотрудничал с Джоном Зорном, выпустил несколько пластинок в трио Moonchild. Кроме того, Майк Паттон написал саундтреки к нескольким фильмам, среди которых «Адреналин 2» с Джейсоном Стэттемом; также Паттон озвучивал персонажей таких видеоигр, как Portal, Left 4 Dead (1,2), The Darkness (1,2), Bionic Commando, монстров в фильме «Я, Легенда» и многое другое.
- Клавишник Родди Боттум основал группу Imperial Teen в 1996, где и работал после распада Faith No More[26].
- Басист Билли Гулд играл на бас-гитаре в группе Brujeria до 2002, а также основал лейбл Koolarow Records. Также надзирал за созданием всех компиляций с хитами Faith No More. Играл на басу в альбоме Trangsession группы Fear Factory в 2005. Спродюсировал альбом финской группы CMX, альбом немецкой группы Beatseeks, три альбома группы Kulture Shock. В группе Harmful он подменял гитариста на концертах в Германии, Австрии, Словакии, Чехии и на Балканах, а затем спродюсировал им один альбом. Был басистом в группе Jello Biafra and the Guantanamo School of Medicine и записал с ними один альбом. Кроме того, играл на басу в проекте гитариста группы Korn — Fear and the Nervous System, выпустил с ними один альбом. Также он спродюсировал альбом «Пост-алкогольные страхи» для российской панк-рок-группы «Наив»[27].
- Джим Мартин появился на нескольких пластинках, включая Antipop группы Primus, Garage Inc. группы Metallica, записал альбом c Echobrain, а также выпустил собственный сольный альбом Milk And Blood.
- Майк Бордин присоединился к группе Оззи Осборна, записав с ним 6 успешных альбомов, ставших золотыми и платиновыми. Также подменял барабанщика Korn во время их тура, когда тот повредил запястье. В 2010, после реюниона Faith No More, Бордин ушёл из группы Оззи, для того, чтобы иметь больше времени на гастроли со своей группой.

### Faith No More 2.0: Реюнион и гастроли (2009—2012)
В феврале 2009 года Faith No More объявили о воссоединении.
Многие музыкальные издания осветили эту новость, а в марте на прилавки магазинов вышел мартовский Kerrang! с Faith No More на обложке. Заголовок гласил: «Они снова живы! Самая больная группа 90-х!».
В июне 2009 года они впервые за 11 лет появились вместе в Brixton Academy в Лондоне и стало известно о предстоящем концертном туре с возможной записью нового альбома.
Концертный мировой тур под названием «The Second Coming Tour» начался 10 июня 2009 года и включал в себя выступления в Англии, Италии, Австрии, Германии, Финляндии, Норвегии, Швеции, России, Латвии, Дании, Польше и других странах.
Хотя группа и воссоединилась, новый материал музыканты записывать не стали. В 2011 Майк Паттон сказал по этому поводу следующее:

Реюнион не всегда может быть очень приятными, так что мы очень волнуемся. Но я думаю мы были очень удивлены, насколько все хорошо. Это старая притча: группа распадается, затем снова воссоединяется чтобы заработать денег, едет в тур и записывает дерьмовый альбом. Мы не хотим стать частью такой истории— www.darkside.ru
Несмотря на большой перерыв в карьере, на всех фестивалях Faith No More были хедлайнерами, наравне с такими группами, как Slipknot, Def Leppard, Motley Crue и другими.
К декабрю коллектив сыграл 73 концерта.
В октябре 2010 года группа заявила, что концерт в Сантьяго 5 декабря 2010 года был последним в турне, и после этого Faith No More «распались» снова, но ненадолго.
В 2011 году группа возобновила гастроли, тем самым продолжая начатый в 2009 «The Second Coming Tour». Было сыграно ещё 12 концертов, два из них — в России.
В конце июня 2012 года Faith No More выступили в городе Пермь на пятом фестивале «Сотворение мира» в качестве хедлайнеров. 2 июля 2012 года состоялся концерт в Москве, получивший огромный отклик в российской прессе и блогинге: скандально-известные Pussy Riot вышли перед двумя последними песнями, приглашая зрителей в зал суда, а затем на сцену вернулись Faith No More, надев маски Pussy Riot и футболки с их логотипами.
Последнее шоу на данный момент Faith No More отыграли в Brixton Academy 10 июля.
Всего группа дала 86 шоу:
- 49 в Европе
- 12 в Северной Америке
- 10 в Океании
- 14 в Южной Америке
- 1 в Азии

В интервью, взятом у Майка Паттона в ноябре 2012 в Австралии, на вопрос о новом материале Faith No More он ответил:

Мы довольно счастливы просто гастролируя. У нас был разговорчик «может быть нам стоит записать новый материал?…», мы посмотрели друг на друга и сказали: «Ай, нахрен». Мы придумали одну маленькую вещь — «Matador», и это было действительно ободряюще. — www.news.com.au
В настоящее время у группы нет никаких планов по поводу турне или нового материала, в интервью для IHeartGuitarBlog.com, Паттон сказал, что коллектив «решил пока что отдохнуть».

### Воссоединение и новый альбом (2014 —)
3 сентября 2014 года группа официально подтвердила запись нового альбома, который станет первым после выхода в 1997-м году альбома Album Of The Year.
Выход нового сингла «Motherfucker» с тиражом в 5 000 копий состоялся девятого декабря, а сам альбом Sol Invictus вышел в мае 2015 года.

## Награды и номинации
Грэмми
Группа трижды номинировалась на Грэмми, однако не выходила победителем.
- 1993 — Номинация в категории «Лучшее хард-рок исполнение» за альбом Angel Dust.
- 1991 — Номинация в категории «Лучшее хард-рок исполнение» за сингл «Epic».
- 1990 — Номинация в категории «Лучшее метал исполнение» за альбом The Real Thing.

MTV Music Video Awards
- Номинация в категории «Лучшее метал/хард-рок видео» с видео на «Epic» в 1990.
- Номинация в категории «Лучшее метал/хард-рок видео» с видео на «Falling To Pieces» в 1991.
- Победа в категории «Лучшие спецэффекты» с видео на «Falling To Pieces» в 1991.
- Номинация в категории «Лучшая художественная постановка» с видео на «Falling To Pieces» в 1991.
- Номинация в категории «Лучшая художественная постановка» с видео на «A Small Victory» в 1993.

Сертификации RIAA (США)
- «Платина» за альбом The Real Thing[37].
- «Золото» за сингл «Epic».
- «Золото» за видеоальбом «You Fat Bastards: Live From Brixton Academy».
- «Золото» за альбом Angel Dust.

Сертификации в других странах
- «Платина» за альбом The Real Thing в Канаде[38].
- «Серебро» за альбом The Real Thing в Британии[39].
- «Платина» за альбом Angel Dust в Канаде.
- «Серебро» за альбом Angel Dust в Британии.
- «Золото» за альбом «King for a Day… Fool for a Lifetime» в Британии.
- «Платина» за альбом Album of the Year в Австралии[40].
- «Платина» за компиляцию хитов «Who Cares a Lot?» в Австралии.
- «Серебро» за компиляцию хитов «Who Cares a Lot?» в Британии.

## Состав

### Текущий состав
- Майк «Паффи» Бордин — ударные, бэк-вокал (1981—1998, 2009—наши дни)
- Билли Гулд — бас-гитара, бэк-вокал (1981—1998, 2009—наши дни)
- Родди Боттум — клавишные (1981—1998, 2009—наши дни)
- Майк Паттон — вокал (1988—1998, 2009—наши дни)
- Джон Хадсон — гитара, бэк-вокал (1996—1998, 2009—наши дни)

### Бывшие участники
- Майк Моррис — вокал, гитара (1981—1982)
- Кортни Лав — вокал (1982—1984)
- Уэйд Уортингтон — клавишные, бэк-вокал (1981)
- Чак Мосли — вокал (1984—1988)
- Джим «Big» Мартин — гитара, бэк-вокал (1983—1993)
- Трей Спруанс — гитара (1993—1995)
- Дин Мента — гитара (1995—1996)

## Дискография

### Альбомы
- 1985: We Care a Lot
- 1987: Introduce Yourself
- 1989: The Real Thing
- 1991: Live at Brixton Academy
- 1992: Angel Dust
- 1995: King for a Day, Fool for a Lifetime
- 1997: Album of the Year
- 2015: Sol Invictus

### Продажи студийных альбомов
| Название                            | Мировые продажи |
| ----------------------------------- | --------------- |
| We Care a Lot                       | Неизвестно      |
| Introduce Yourself                  | Неизвестно      |
| The Real Thing                      | Свыше 4,000,000 |
| Angel Dust                          | Около 3,000,000 |
| King for a Day, Fool for a Lifetime | Около 1,500,000 |
| Album of the Year                   | Около 2,000,000 |

### Синглы
- 1982: «Song of Liberty/All Quiet in Heaven»
- 1987: «Anne’s Song»
- 1987: «We Care A Lot»
- 1989: «From Out of Nowhere»
- 1989: «Epic»
- 1990: «Falling To Pieces»
- 1992: «Midlife Crisis»
- 1992: «A Small Victory»
- 1992: «Everything’s Ruined»
- 1993: «Easy»
- 1993: «Another Body Murdered»
- 1993: «Songs to Make Love To»
- 1995: «Evidence»
- 1995: «Evidence»
- 1995: «Ricochet»
- 1995: «Ashes To Ashes»
- 1997: «Last Cup of Sorrow»
- 1998: «I Started a Joke»
- 2014: «Motherfucker»

## Концертные туры
На выступлениях Faith No More фигурировали в качестве хедлайнеров, при поддержке таких исполнителей и групп, как Red Hot Chili Peppers, Soundgarden, Shihad, Voivod, Circus of Power, Robert Plant, Billy Idol, Metallica, Guns N' Roses, Helmet, Kyuss, L7, Ozzy Osbourne, Alice Cooper, Limp Bizkit и 'A'.
- 1982—1984: Ранние (клубные) выступления
- 1985—1986: We Care a Lot Tour
- 1987—1988: Introduce Yourself Tour
- 1989—1991: The Real Thing Tour
- 1992—1993: Angel Dust Tour
- 1995: King for a Day Tour
- 1997—1998: Album of the Year Tour
- 2009—2012: The Second Coming Tour (The Reunion Tour)